# Pampaska lisica
Pampaška lisica (lat. Lycalopex gymnocercus) - vrsta grabežljivih sisavaca iz porodice Canidae, ne pripada u lisice kako kaže naziv nego u prave pse. 
Obitava na području pampasa, u polupustinjama, šumama, cretovima i planinama u središnjem dijelu Južne Amerike. Živi i u Patagoniji. 
Odlikuje se sivom, kratko, ali gustom dlakom s crnim premazom na leđima. S donje strane tijela je bijela. Noćna je životinja pa dan provodi među stijenama, u starim panjevima ili napuštenim jazbinama drugih sisavaca. Hrani se: glodavcima, zečevima, gušterima, žabama, rakovima, voćem i plijenom, koji ostane nakon jaguara.
Ima 3-5 mladunčeta po jednom leglu. Mužjaci su uključeni u odgoj mladunaca. Ima niz zanimljivih ponašanja pa kada osjeti prijetnju, pravi se mrtva. Također je poznata po tome što skuplja nejestive dijelove različitih predmeta te ih slaže u hrpe. Može živjeli 13 godina.